# Station Selby
Selby is een spoorwegstation van National Rail in Selby, Selby in Engeland. Het station is eigendom van Network Rail en wordt beheerd door First TransPennine Express. Het station is geopend in 1834.